# مارينا بيكالوفا
مارينا بيكالوفا مواليد 1985 في شيمكنت، هي لاعبة كرة يد كازاخستانية تلعب كجناح أيمن. مثلت منتخب كازاخستان لكرة اليد للسيدات. شاركت في دورة الألعاب الأولمبية الصيفية سنة 2008.

## سجل المنافسة
شاركت في البطولات التالية:
- بطولة العالم لكرة اليد للسيدات 2015

## روابط خارجية
- مارينا بيكالوفا على موقع أوليمبيديا (الإنجليزية)